# رينيه جيرارد
رينيه جيرارد (بالفرنسية: René Girard)‏ (25 ديسمبر 1923- 4 نوفمبر 2015) كان مؤرخًا فرنسيًا، وناقدًا أدبيًا، وفيلسوفًا في العلوم الاجتماعية تندرج أعماله في الأنثروبولوجيا الفلسفية، وألف ما يقارب ثلاثين كتابًا وامتدت كتاباته إلى العديد من الميادين الأكاديمية. على الرغم من الاستقبال المتباين لأعماله في كل من هذه المجالات، هناك مجموعة متزايدة من المؤلفات الثانوية حول عمله وتأثيره في مجالات مختلفة مثل النقد الأدبي، والنظرية النقدية، والأنثروبولوجيا، وعلم اللاهوت، وعلم النفس، وعلم الأساطير، وعلم الاجتماع، والاقتصاد، والدراسات الثقافية، والفلسفة.
إن مساهمات جيرارد الأساسية في الفلسفة والاختصاصات الأُخرى تندرج في مجال المنظومات المعرفية والأخلاقية للرغبة، فهو يعتبر أن التطور البشري ينتج عن سيرورة محاكاة رصديّة أي أن الطفل يكوّن رغبته الخاصة من خلال تعلّمه محاكاة تصرفات البالغين إذ تضطلع هذه المحاكاة بربط اكتساب الهوية والمعرفة والثروة المادية بتطور رغبة امتلاك شيء ما بحوزة الاخرين.
إن مصدر كل النزاعات والمنافسات والعداءات هو الرغبة المحاكاتية (العداء المحاكاتي) التي يصل فيها النزاع إلى مراحل تدميرية بين الأفراد وطبقات المجتمع الأُخرى ما يدفعهم إلى إلقاء اللوم على شخص ما أو شيء ما بهدف حلّ النزاع بعملية تسمى «آلية كبش الفداء»، عندها يتوحد بنو البشر على المستوى الفردي والجماعي بهدف حل النزاع من خلال قتل الملك أو الشخص الذي يُعتبر الأقل دعمًا للنزاع بسبب عدم تحملهم المسؤولية أو القدرة على التفكير الذاتي لمعرفة دورهم الخاص في النزاع، وبعد موت ذلك الشخص يشعرون براحة كبيرة لكن توحدهم هذا يدفعهم للتفكير بأن ذلك الملك الميت أصبح إلهًا بما معناه التقديس أو التأليه. أو يكون بطريقة أخرى فيعزون ذنبًا لشخص بريء إذ يعتقدون أنّ قتل هذا الشخص يجلب السكينة والوحدة المشتركة الضرورية في تأسيس حضارة الإنسان.
بالنسبة لجيرارد فهو يعتبر الدين والأساطير محطات ضرورية في التطور البشري لاحتواء العنف الناشئ جراء العداء المحاكاتي والتوزيع غير المنصف في الأشياء المرغوبة، فقد وجّه الدِّين دافع كبش الفداء نحو مفاهيم تخيلية مثل الشياطين وإبليس التي شهد غيابها تصاعدًا في النزاع البشري بحسب آراء جيرارد. كانت أفكار جيرارد على النقيض التام مع أفكار ما بعد الحداثة التي كانت سائدة طوال حياته فضلًا عن آراءه التشاؤمية في طبيعة الإنسان التي كانت هي الأُخرى كانت على النقيض مع الاتجاهات السائدة آنذاك. يعتبر جيرارد الدين أداة أساسية في التماسك، متبنيًا وموسعًا العديد من أفكار نيتشه، فهو يعتقد أن الهدف الرئيسي من النصوص المقدسة هو إنهاء ممارسة التضحية البشرية من خلال تغيير، بشكل طقسي، السلوك الذي تُحدثه آلية كبش الفداء.
كان جيرارد استاذًا في جامعة جونز هوبكينز منذ عام 1957 وحتى عام 1981، ثم درّس في جامعة ستانفرد حيث لُقّب بالزميل المميّز في معهد هوفر؛ مركز التفكير المحافظ في ستانفورد.
في عام 2005، أصبح جيرارد مع الأعضاء الأربعين الملقبين بـ«الخالدين» في الأكاديمية الفرنسية نظرًا لما قدموه من مساهمات.

## سيرة حياته
وُلد جيرارد في بلدة لفينون في 25 ديسمبر من عام 1923. درس تاريخ العصور الوسطى في المدرسة الوطنية للمواثيق في باريس وكان موضوع أطروحته «الحياة الخاصة في أفينون في النصف الثاني من القرن الخامس عشر».
في عام 1947 حصل جيرارد على زمالة دراسية لعام واحد في جامعة إنديانا وقضى آغلب حياته المهنية في الولايات المتحدة. نال جيرارد شهادة الدكتوراه في عام 1950 من جامعة إنديانا وكان عنوان الأطروحة «وجهة نظر الأمريكان تجاه فرنسا، 1940-1943». استمر هناك حتى عام 1953. على الرغم من أن دراسته كانت حول التاريخ، عُيّن بهدف تدريس الأدب الفرنسي أيضًا إذ إنه كان معروفًا بصفته ناقدًا أدبيًا في هذا المجال من خلال كتابته عدة مقالات مؤثرة حول كُتاب مرموقين مثل ألبير كامو ومارسيل بروست.
شغل جيرارد عدة مناصب في كل من جامعة ديوك وكلية برين ماور منذ عام 1953 وحتى عام 1957، ثم ذلك انتقل إلى جامعة جونز هوبكينز في بالتيمور حيث أصبح أستاذًا في عام 1961 بشكل دائم. في العام ذاته، ألّف كتابه الأول: الخداع، والرغبة، والرواية، 1966. كان جيرارد يتنقل ما بين جامعة بافالو في نيويورك وجامعة جون هوبكينز لعدة سنوات، وفي هذه الفترة أيضًا ألّف عدة كتب منها كتاب العنف والمقدس (1972؛ تُرجم إلى الإنجليزية في عام 1977) وكتاب الأشياء المخبأة منذ تأسيس العالم (1978؛ تُرجم إلى الإنجليزية في عام 1987).
في عام 1981 أصبح جيرارد استاذًا في جامعة ستانفورد في اختصاص اللغة، والأدب، والحضارة الفرنسية، واستمر في التدريس هناك حتى تقاعده في عام 1995. خلال هذه الفترة ألّف كتاب كبش فداء (1982)، وكتاب الطريق القديم للرجال المنحرفين (1985)، وكتاب مسرح الحسد: ويليام شكسبير (1991)، وكتاب عندما تبدأ هذه الأشياء (1994).
في عام 1985، حصل جيرارد على أولى شهاداته الفخرية من الجامعة الحرة بأمستردام في هولندا، ونال الكثير في ما بعد.
في عام 1990، أسس مجموعة من المفكرين منتدى حول العنف والدين لغرض «استكشاف، ونقد، وتطوير نموذج المحاكاة للعلاقة بين العنف والدين في تكوين وصيانة الثقافة». تعقد المنظمة مؤتمرًا سنويًا يخصص للنقاش حول مواضيع متعلقة بنظرية المحاكاة، وموضوع كبش الفداء، والعنف، والدين. كان جيرارد يشغل الكرسي الشرفي في تلك المنظمة، وكان عالم اللاهوت الكاثوليكي رايموند شواغير مشاركًا في تأسيسها وأول رئيس لها.
إن أعمال جيرارد شجعت مشاريع البحوث متعددة الاختصاص والبحوث التجريبية مثل مشروع نظرية المحاكاة الذي ترعاه مؤسسة جون تيمبلتون.
في 17 مارس من عام 2005، عُيّن جيرارد في أكاديمية اللغة الفرنسية. فارق جيرارد الحياة في منزلة بمدينة ستانفورد، كاليفورنيا، بعد معاناة طويلة مع المرض في 4 نوفمبر من عام 2015.

## فكر جيرارد

### الرغبة المحاكاتية
بعد نحو عشر سنوات من تدريس الأدب الفرنسي في الولايات المتحدة، بدأ جيرارد بتطوير منهاج جديد حول النصوص الأدبية تاركًا «التفرد» الخاص بالأعمال الأدبية إذ إنه نظر إلى الخصائص التركيبية العامة لتلك الأعمال ولاحظ أن الشخصيات في الأعمال الأدبية العظيمة تتطور وفقًا لنظام من العلاقات الشائعة بشكل واسع في غالبية الروايات، لكن هناك تمييز لابد من تبيانه:
إن الذين ينجحون في تحقيق هذه الآليات بأمانة ومن دون تزييف هم العظماء من الكتّاب وحدهم: من الغريب، أو ليس من الغريب إطلاقًا أن نظام العلاقات هذا الذي لدينا، يكون أقل تنوعًا كلما كان الكاتب بارع.
إذًا كان هناك نوع من «القوانين النفسية» مثل ما سمّاها بروست، فقد تمخض هذه القوانين وذلك النظام النتائجَ الأساسية لفهم الروائيين للواقع الذي أطلق عليه جيرارد اسم الرغبة المحاكاتية «رغبة الشخصية المحاكاتية». كان هذا محتوى كتابه الأول الخداع، والرغبة، والرواية (1961). إن الشخص يستعير رغباته من الآخرين وبالتالي فأنها ليست من ذاته أي تكون رغبته بشيء معين مبنية ومتأثرة برغبة شخص آخر –النموذج- لذلك الشيء المرغوب ذاته، وهذا يعني إن العلاقة بين الشخص الراغب والشيء الرغوب به غير مباشرة، فهي علاقة ثلاثية في ما بين الشخص الراغب، والنموذج، والشي المرغوب به، إذ ينجذب الشخص للنموذج من خلال الشيء المرغوب به وقد سمّى جيرارد هذا النموذج بالوسيط، وبالتالي فإن النموذج هو المنشود. سمّى جيرارد الرغبة بالـ «ميتافيزيقية» كون كل رغبة هي رغبة لابد من تحقيقها عندما تكون أكبر من كونها حاجة بسيطة أو شهوة، إذ تكون حينها دافعًا لتحقيق هاجس معزوّ إلى الشخص الوسيط.
يكون هذا التوسط خارجيًا حين يكون وسيط الرغبة ليس في متناول الوصول، إجماعيًا، للشخص الراغب أو على سبيل المثال الشخصيات الخيالية في رواية أماديس دي جولا، ورواية دون كيخوتي حيث يعيش البطل بطريقة سخيفة لكنه يبقى متفائلًا، ويكون التوسط داخليًا حين يكون الوسيط قرينًا للشخص الراغب، وبالتالي سيتحول هذا الوسيط إلى عدوّ وعقبة في تحقيق الموضوع المرغوب به الذي تزداد قيمته كلما ازداد العداء. إن هذه الفكرة كانت غالبة في روايات ستندال، وفلوبير، وبروست، ودوستويفسكي، ودُرّست في كتاب جيرارد بشكل خاص.
يظهر سلوك الإنسان من خلال تلك الشخصيات إذ يصدق الإنسان بالوهم القائل بأصالة تلك الرغبات، لكن الروائيين يعرضون بوضوح كل أنواع الأكاذيب، والأوهام، والحيل، والغرور المصاحب لأبطال روايات بروست، إذ إن الروائيين يُظهرون ذلك كله على أنه «خدع الرغبة» التي بدورها تمنع الإنسان من مواجهة الحقيقة المتمثلة بالحسد والغيرة. ترغب هذه الشخصيات في أن تحل محل الوسيط إذ يسقطون مزايا خارقة عليه، وفي الوقت ذاته يحطون من أنفسهم ويجعلون منه إلهًا ومن أنفسهم عبيدًا كون الوسيط عقبة أمامهم. يتبع البعض المنطق إذ يحاولون البحث عن أوجه القصور للشخص المحتذى به والتي تكون بمثابة دلائل على قرب النموذج الذي يطمحون إليه. إن ذلك يُظهر عالمية الخبرة العميقة للمازوخية المزيفة المتأصلة في البحث عن الأشياء مستحيلة المنال والتي من الممكن أن تتحول إلى سادية ينبغي أن يؤديها الشخص الفاعل بشكل عكسي.[بحاجة لمصدر]
ركز جيرارد بشكل أساسي على مفهوم الرغبة المحاكاتية لما تبقى من حياته المهنية. لم يكن هذا الاهتمام بالمحاكاة شائعًا عندما كان جيرارد يطور في نظرياته، لكن في الوقت الحالي هناك دعم مستقل لنظرياته متضمنة في البحوث التجريبية لعلم النفس وعلم الأعصاب. ناقش فارنيتي (2013) دور الرغبة المحاكاتية في الصراعات المستمرة مستعيرًا مثال الصراع الفلسطيني الإسرائيلي ووظّف نظرية جيرارد إذ افترض أن الصراع الشديد هو نتاج للسلوك المحاكاتي للفلسطينيين والإسرائيليين ولقّبهم بـ«التوأم السيامي».
إن الفكرة التي ترغب بامتلاك ثروة مادية كبيرة ضارة بالمجتمع لم تكن جديدة آنذاك. ان العديد من المقاطع في العهد الجديد تتمحور حول حب المال وكونه السبب الرئيس في الشر كله فضلًا عن الانتقاد الهيغلي والماركسي، لذلك كانوا يعتقدون أن الثروة المادية ورأس المال هما آلية لتجريد الإنسان من إنسانيته ومن مجتمعه.

## جوائز
حصل على جوائز منها:
- جائزة الدكتور ليوبولد لوكاس  [لغات أخرى]‏ (2006)
- وسام جوقة الشرف من رتبة فارس
- جائزة بروكيت جونين [الإنجليزية]‏
- زمالة غوغنهايم
- جائزة اختبار ميديشي  [لغات أخرى]‏
- جائزة اليوم  [لغات أخرى]‏
- قائد الفنون والآداب.

## روابط خارجية
- رينيه جيرارد على موقع مونزينجر (الألمانية)